# California (album, Blink-182)
California je sedmé studiové album americké skupiny Blink-182. Vydáno bylo v červenci roku 2016 společností BMG a jeho producentem byl John Feldmann. Jde o první album kapely vydané po odchodu zpěváka a kytaristy Toma DeLonga. Deska byla nahrána mezi lednem a březnem 2016 ve studiu Foxy Studios v losangeleské čtvrti Woodland Hills.

## Seznam skladeb
1. „Cynical“ – 1:55
2. „Bored to Death“ – 3:55
3. „She's Out of Her Mind“ – 2:42
4. „Los Angeles“ – 3:03
5. „Sober“ – 2:59
6. „Built This Pool“ – 0:16
7. „No Future“ – 3:45
8. „Home Is Such a Lonely Place“ – 3:21
9. „Kings of the Weekend“ – 2:56
10. „Teenage Satellites“ – 3:11
11. „Left Alone“ – 3:09
12. „Rabbit Hole“ – 2:35
13. „San Diego“ – 3:12
14. „The Only Thing That Matters“ – 1:57
15. „California“ – 3:10
16. „Brohemian Rhapsody“ – 0:30

## Obsazení
Blink-182
- Mark Hoppus – zpěv, baskytara
- Matt Skiba – zpěv, kytara
- Travis Barker – bicí, perkuse

Ostatní hudebníci
- Alabama Barker – klavír
- Jack Hoppus – doprovodné vokály
- DJ Spider – scratching